# University of North Alabama

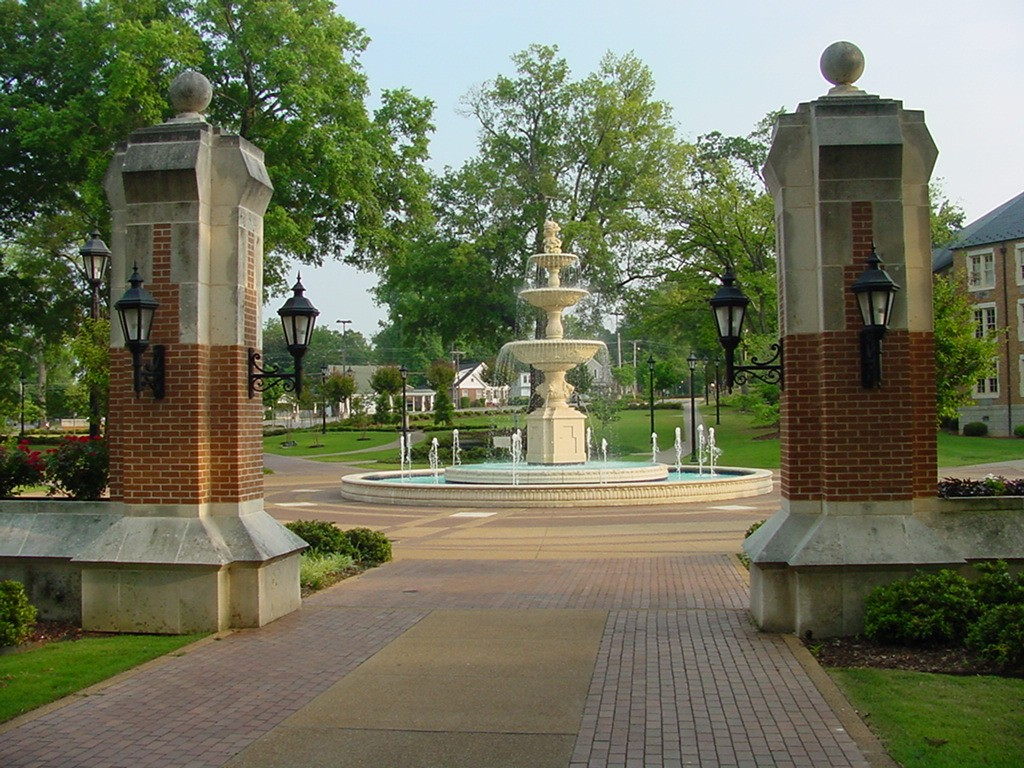
Harrison Plaza

Die University of North Alabama (UNA) ist eine staatliche Universität in Florence im US-Bundesstaat Alabama.

## Geschichte
1830 wurde das LaGrange College bei Leighton gegründet. 1854 wurde die Hochschule nach Florence verlegt und in Florence Wesleyan University umbenannt. Der Campus in LaGrange wurde im Bürgerkrieg 1863 von den Unionstruppen zerstört. Frauen wurden seit 1874 zugelassen, aber erst 1879 hat sich die erste Studentin eingeschrieben. Nach mehreren Namensänderungen erhielt die Hochschule ihren heutigen Namen 1974.

## Zahlen zu den Studierenden und den Dozenten
Im Herbst 2020 waren 8.086 Studierende an der UNA eingeschrieben. Davon strebten 5.946 (73,5 %) ihren ersten Studienabschluss an, sie waren also undergraduates. Von diesen waren 62 % weiblich und 38 % männlich; 2 % bezeichneten sich als asiatisch, 12 % als schwarz/afroamerikanisch, 4 % als Hispanic/Latino und 73 % als weiß. 2.140 (26,5 %) arbeiteten auf einen weiteren Abschluss hin, sie waren graduates. 428 Dozenten lehrten an der UNA, davon 272	in Vollzeit und 156 in Teilzeit.
2018 waren 7457 Studenten eingeschrieben. 2006 waren es 6950, davon waren 56 % Frauen und 44 % Männer (68 % „Weiße“; 9,3 % waren Afroamerikaner, 2,5 % Asiaten, 1,4 % amerikanische Ureinwohner und 10,5 % Ausländer (752, davon Japan (217), Nepal (166), Indien (114), Türkei (87), China (22))).

## Bibliothek
Die Bibliothek (Collier Library) wurde nach C.B. Collier, Kanzler des Florence State Teacher’s College von 1918 bis 1946 benannt. Es hat einen Bestand von 350.000 Medieneinheiten, darunter der Nachlass von W. C. Handy.

## Sport
Die Sportteams der University of North Alabama sind die Lions. Die Hochschule ist Mitglied der Atlantic Sun Conference, und die American-Football-Mannschaft spielt in der Big South Conference.

## Persönlichkeiten
- Harlon Hill (1932–2013), American-Football-Spieler
- David Hood (* 1943), Bassist